# 丁嘉安
丁嘉安（1939年11月19日—），男，上海人，中国胸外科专家，上海市肺科医院主任医师、教授，曾任上海市肺科医院副院长、胸外科主任。